# Дурдыева, Нурджамал
Нурджамал Дурдыева — советский хозяйственный, государственный и политический деятель.

## Биография
Родилась в 1916 году в Кизыл-Арвате. Член ВКП(б) с 1940 года.
С 1934 года — на хозяйственной, общественной и политической работе. В 1934—1965 гг. — корректор, литературный сотрудник газеты, диктор, редактор детского и литературного радиовещания, на советской, партийной работе, председатель Радиокомитета при СНК — СМ Туркменской ССР, секретарь Ашхабадского областного комитета КП(б) — КП Туркменистана, секретарь ЦК КП Туркменистана, заведующая Ашхабадским районным отделом народного образования, директор Красноводского музея краеведения.
Избиралась депутатом Совета Национальностей Верховного Совета СССР 4-го и 5-го созывов от Туркменской ССР.
Умерла в 1996 году в Туркменбаши.